# Katar

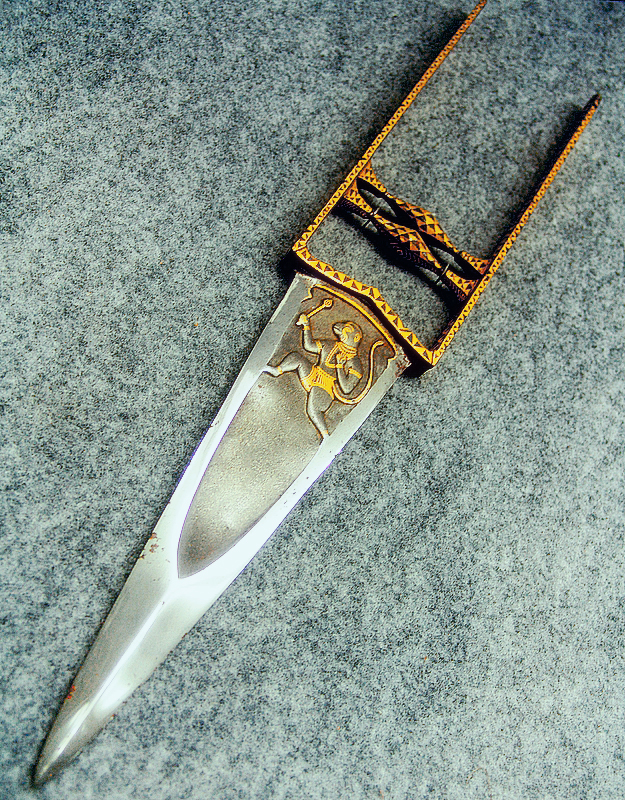
Un katar ornamentado.

El katar es un arma blanca, usada en Persia y en el norte de la India.  

## Apariencia
Consiste en una daga de hoja ancha con una empuñadura en forma de H, que hace que la hoja continúe la línea del antebrazo en lugar de quedar perpendicular a él. Ésta se sujeta por medio de un guante al que va unida y que se acopla a la mano y se ata por medio de cuerdas o diversas ligaduras al antebrazo, para así darle un mayor agarre. El final de la hoja se apoya sobre el dorso de la mano, dando lugar así al alargamiento del brazo con la cuchilla y un apoyo fuerte sobre el cuerpo. 

## Uso
El uso del katar requiere mucha movilidad, agilidad y flexibilidad en el cuerpo. Se puede usar en ambas manos y utilizarlo tanto para el ataque, mediante movimientos rápidos y precisos, como para la defensa a través del desvío del arma del oponente ya que no ofrece un gran rango de bloqueo. 
Los katares eran usados por los miembros del Kshatriya o por la casta militar del hinduismo. 
Esta arma aún es utilizada en la actualidad durante las prácticas del Kalarippayattu, arte marcial proveniente de India que destaca por su antigüedad, donde los movimientos que se realizan son altamente flexibles y acrobáticos.

## Tipos
Hay distintos tipos de katares. Hay algunos que consisten en tres hojas de acero colocadas en un guantelete o en largas cuchillas finas imitando grandes garras.